# Neostenetroides magniezi
Neostenetroides magniezi is een pissebed uit de familie Gnathostenetroidae. De wetenschappelijke naam van de soort is voor het eerst geldig gepubliceerd in 2007 door Botosaneanu & Iliffe.